# Ján Pivarník
Ján Pivarník (* 13. November 1947 in Cejkov) ist ein ehemaliger slowakischer Fußballspieler und -trainer.

## Spielerkarriere
Ján Pivarník war bereits 16 Jahre alt, als er begann, im Verein Fußball zu spielen. Den Klub seines Geburtsortes Cejkov verließ er aber schon nach kurzer Zeit und spielte fortan für Slavoj Trebišov. Das erste Jahr spielte der Außenverteidiger noch bei den Junioren, doch schon ab 1965/66 lief er für die erste Mannschaft in der zweiten tschechoslowakischen Liga auf. Dort fiel er durch gute Leistungen derart auf, das er für die U18-Nationalmannschaft nominiert wurde, die ein UEFA-Turnier in Jugoslawien bestritt. Auch dort spielte Pivarník überragend, und es war klar, dass ihn Slavoj Trebišov nicht würde halten können. Für den Rechtsverteidiger interessierte sich Spartak Trnava, bot aber weder Ablöse noch Handgeld. Der VSS Košice zahlte beides und sorgte zudem noch dafür, dass Pivarník eine Schulausbildung bekam. In Košice machte sich der Rechtsverteidiger vor allem aufgrund seiner Schnelligkeit bald einen Namen. Am 27. April 1968 debütierte Ján Pivarník beim 3:2 gegen Brasilien in Bratislava in der Tschechoslowakischen Nationalmannschaft. Er stand im WM-Kader 1970, bestritt in Mexiko aber kein Spiel.
1971 sah es so aus, als würde Pivarník zu Sparta Prag wechseln, doch der Transfer scheiterte, als auch sein Mitspieler Jaroslav Pollák wechseln wollte, was den Funktionären nicht passte, die daraufhin die Transfers blockierten. Einen neuen Vertrag bei VSS Košice unterschrieb der blonde Abwehrspieler aber nicht mehr und verließ den Verein 1972 in Richtung Slovan Bratislava. Dort feierte er mit dem Pokalsieg 1974 und den Meisterschaften 1974 und 1975 seine größten Erfolge auf Klubebene. 1974 wurde er zum Tschechoslowakischer Fußballer des Jahres gewählt.
Mit der Tschechoslowakischen Nationalmannschaft wurde Ján Pivarník 1976 in Jugoslawien Europameister, aber schon dort plagten ihn nach einer Meniskusoperation Verletzungsprobleme.
Bereits mit 30 Jahren deutete sich sein Karriereende ab. In der Saison 1978/79 versuchte er es noch bei Dukla Banská Bystrica, bestritt dort aber kein einziges Ligaspiel. Anschließend unternahm er noch einen letzten Versuch bei Slovan Bratislava, gab aber nach nur zwei Trainingseinheiten auf. In seiner Karriere bestritt Ján Pivarník 267 Spiele in der 1. Tschechoslowakischen Liga, in denen er 13 Tore erzielte.
Von 1979 bis 1981 war Pivarník als Spielertrainer bei den österreichischen Vereinen ASV Kittsee und SC Neusiedl am See tätig. Im Sommer 1981 versuchte er ein Comeback beim spanischen Erstligisten FC Cádiz, zu dem auch Dušan Galis gewechselt war. Im defensiven Mittelfeld bestritt Pivarník acht Spiele, doch als der FC Cádiz sich nicht an Vertragsabmachungen hielt, holte die zuständige Agentur Pragosport sowohl Galis als auch Pivarník zurück.

### Erfolge
Mannschaft:
- Europameister: 1976
- Tschechoslowakischer Meister: 1973/74, 1974/75
- Tschechoslowakischer Pokalsieger: 1973/74
- Slowakischer Pokalsieger: 1973/74, 1975/76

Individuell:
- Tschechoslowakischer Fußballer des Jahres 1974

## Trainerkarriere
Im Anschluss an seine Spielerkarriere war Pivarník Assistenztrainer beim FK Austria Wien und Sporting Lissabon.
Als Trainer arbeitete Ján Pivarník vor allem in Nahost, so in Kuwait, Saudi-Arabien, Oman und den Vereinigten Arabischen Emiraten. 2008 war er Trainer bei al-Fahaheel in der Kuwaiti Division One.

### Erfolge
- Kuwait-Emir-Cup-Sieger: 1986 mit al-Fahaheel
- Saudischer Kronprinzenpokalsieger: 1992 mit al-Qadisiyah
- Asienpokalsieger der Pokalsieger: 1993/94 mit al-Qadisiyah
- Kuwaitischer Meister: 1997/98 mit Al Salmiya
- Kuwait-Emir-Cup-Sieger: 1999 mit Al-Arabi
- Kuwait-Crown-Prince-Cup-Sieger: 1999 mit-Al Arabi
- Al-Khurafi-Cup-Sieger: 2000/01 mit Al-Arabi
- Al-Khurafi-Cup-Sieger: 2001/02 mit Al-Arabi
- Kuwait-Crown-Prince-Cup-Sieger: 2003 mit Al Kuwait Kaifan